# 1651 год в науке
В 1651 году произошли различные научные и технологические события, некоторые из которых представлены ниже.

## Публикации
- Христиан Гюйгенс опубликовал свой первый труд «Рассуждения о квадратуре гиперболы, эллипса и круга»[1].
- Французский врач Жан Пеке, один из крупнейших учёных-медиков XVII века, издал свой главный труд «Experimenta nova anatomica»[2].
- Английский врач Уильям Гарвей, основоположник эмбриологии и многих разделов физиологии, в трактате «Исследования о зарождении животных» (Exercitationes de generatione animalium) подробно описал формирование важнейших органов в ходе развития эмбриона. В этом труде Гарвей провозгласил свой знаменитый тезис: «Всё живое — из яйца [яйцеклетки]» (Omne vivum ex ovo), решительно отвергая тем самым популярную в те годы гипотезу самозарождения жизни.
- Посмертно издан труд английского физика Уильяма Гильберта «Новая философия подлунного мира» (De Mundo Nostro Sublunari Philosophia Nova). Гильберт заявил, что звёзды вовсе не находятся все на одинаковом расстоянии от Земли, а планеты удерживаются на орбитах вокруг Солнца под действием силы, родственной магнетизму[3].
- Итальянский астроном Джованни Баттиста Риччоли опубликовал в трактате «Almagestum Novum» подробную карту Луны и дал деталям её рельефа названия, многие из которых закрепились в науке. Там же он привёл звёздный каталог, описал пятна на Солнце и вычислил радиус Земли[4].
- Немецкий химик Иоганн Рудольф Глаубер издал «Opera omnia chymica».

## Родились
См. также: Категория:Родившиеся в 1651 году
- 10 апреля — Эренфрид Вальтер фон Чирнхаус, немецкий математик (умер в 1708 году).
- 5 сентября (день крещения) — Уильям Дампир, английский мореплаватель и капер, первый человек, совершивший три кругосветных путешествия (умер в 1715 году).

## Скончались
См. также: Категория:Умершие в 1651 году
- (Сентябрь) — Артур Ди, английский врач (род. в 1579 году).